# Samuel E. Merwin
Samuel Edwin Merwin Jr. (* 31. August 1831 in Brookfield, Connecticut; † 5. März 1907 in New Haven, Connecticut) war ein US-amerikanischer Politiker. Von 1889 bis 1893 war er Vizegouverneur des Bundesstaates Connecticut.

## Werdegang
Samuel Merwin besuchte die öffentlichen Schulen seiner Heimat. Zeitweise erhielt er auch Privatunterricht. Im Alter von 16 Jahren zog er nach New Haven, wo er drei Jahre lang als Ladenangestellter arbeitete. Danach betrieb er zusammen mit seinem Vater eigene Geschäfte. Später wurde er im Bankgewerbe tätig. Dabei wurde er Präsident zweier Banken (New Haven and Yale National Banks). Während des Bürgerkriegs war er Offizier im Heer der Union. Politisch schloss sich Merwin der Republikanischen Partei an. Zwischen 1868 und 1872 bekleidete er das Amt des Adjutant General seines Staates. Im Jahr 1876 saß er im Senat von Connecticut; im Juni 1884 nahm er als Delegierter an der Republican National Convention in Chicago teil.
1888 wurde Merwin an der Seite von Morgan Bulkeley zum Vizegouverneur von Connecticut gewählt. Dieses Amt bekleidete er von 1889 bis 1893. Dabei war er Stellvertreter des Gouverneurs und Vorsitzender des Staatssenats. Im Jahr 1890 kandidierte Merwin erfolgreich gegen Bulkeley in den Vorwahlen seiner Partei für das Amt des Gouverneurs. Die eigentliche Wahl gewann sein demokratischer Kontrahent Luzon B. Morris mit weniger als 100 Stimmen Vorsprung. Es folgte eine Wahlanfechtung. Dabei kam es zu Verwirrungen über die Rechtmäßigkeit der Stimmabgabe. Durch die Unentschlossenheit der Legislative, einen Gouverneur zu benennen, konnte Bulkeley bis 1893 als Gouverneur im Amt verbleiben. Gleichzeitig behielt Merwin den Posten als Vizegouverneur. 1892 scheiterte er bei einer weiteren Kandidatur für das Amt des Gouverneurs; zwei Jahre später kam er bei seiner letzten Kandidatur nicht über die republikanischen Vorwahlen hinaus. Er starb am 5. März 1907 nach dreijähriger Krankheit.